# أناتولي كوتشيف
أناتولي كوتشيف (مواليد 16 يوليو 1944) هو مبارز بالسيف من الاتحاد السوفيتي، مثّل بلاده في الألعاب الأولمبية الصيفية 1972.

## روابط خارجية
أناتولي كوتشيف على موقع أوليمبيديا (الإنجليزية)